# Серумага, Роберт
Роберт Беллармино Серума́га (англ. и суахили Robert Bellarmino Serumaga; 1939 — сентябрь 1980) — угандийский драматург, актёр, режиссёр и политик. В конце 1970-х годов стал важной политической фигурой в Уганде как соучредитель и лидер повстанческой группировки «Угандийская националистическая организация», а затем министр торговли в правительстве президента Юсуфа Луле.

## Жизнь
Серумага родился в римско-католической семье в Буганде и был воспитан своей матерью Джеральдин Намотову. Он получил стипендии на обучение в колледже Святой Марии в Кисуби и колледже Святого Генри в Китову. В 1958 году он изучал экономику в Тринити-колледже в Дублине, где познакомился с ирландским театром и театром абсурда. Увлёкся театром, в течение нескольких лет играл в различных труппах Дублина и Лондона. Он вернулся в Уганду в 1966 или 1967 году.
Первоначально он работал экономистом в государственном секторе, но вскоре полностью посвятил себя театру. Также он был консультантом по вопросам литературы в колледже Макерере в Кампале. В 1967—1968 годах он основал Национальную театральную труппу (первую профессиональную труппу в Уганде) и стал её руководителем, написав для нее пьесы «Игра» (1967), «Слоны» (1970), «Мажангва» (1971) и «Ренга Мой» (1972). Все эти пьесы были написаны под влиянием абсурдизма, отсутствия повествовательного действия, что отражало застой в угандийском обществе при Милтоне Оботе. Серумага привлёк в коллектив и актёров-англичан.
В 1971 году, когда власть захватил Иди Амин, Серумага основал частную театральную группу, состоящую из четырнадцати выпускников. Первоначально известная как Theatre Limited, группа позже была переименована в Abafumi («Рассказчик») Theatre Company. Серумага опирался на теории Константина Станиславского и Ежи Гротовского, обучая свою труппу психологической идентификации актёра и персонажа. Влияние современного западного театра, в частности пессимистическое восприятие жизни, сказалось на его драматургии и постановках (например, «Кто боится Вирджинии Вульф» по Эдварду Олби).
Что еще более важно, он создал новую драматическую форму для «Абафуми». Ведь изначально его пьесы имели у европейского зрителя больший успех, чем у африканского, что привело Серумагу к мыслям о необходимости поисков путей формирования самобытного африканского театра. Посредством абстрактной драмы физического движения и танца политическая критика Амина могла быть осуществлена без цензуры. По приглашению Амина пьеса «Амайрикитти» даже была исполнена на встрече Организации африканского единства в Кампале в 1974 году, и Амин одобрительно охарактеризовал увиденное как «гимнастику».
Разочаровавшись в Амине, Серумага покинул Уганду в 1977 году. В изгнании в конце 1970-х годов он стал крупной фигурой среди угандийской оппозиции. В то время он стал известен как монархист, поддерживавший Мутесу II, свергнутого Кабаку Буганды. Он стал участвовать в группах вооружённой оппозиции вроде Движения за спасение Уганды и выступил одним из основателей Националистической организации Уганды (UNO) в 1978 году.
В конце 1978 года Амин развязал войну между Угандой и Танзанией, и Серумага помог организовать вооружённых бойцов UNO для помощи танзанийцам в свержении угандийского диктаторского режима. Он прошёл подготовку в качестве бойца в повстанческом лагере Тариме. Однако два рейда повстанцев в Уганду, организованные при участии Серумаги, закончились полным провалом. Несмотря на это, в марте 1979 года в обсуждениях в оппозиционных кругах Серумага рассматривался как один из кандидатов на роль президента после смещения Амина. Серумага в конечном итоге вошёл в состав протанзанийской Армии национального освобождения Уганды, которая поспособствовала свержению Амина в апреле 1979 года.
Будучи сторонником недавно избранного президента Уганды Юсуфа Луле, Серумага первоначально занимал должность помощника министра, а затем был назначен министром торговли. Однако правительство Луле просуществовало недолго. Когда президент на фоне всеобщих политических потрясений был отстранён от должности, на которой его сменил Годфри Бинайса, Серумага вернулся в политическую эмиграцию и объявил о возобновлении деятельности Националистической организации Уганды. Его обвинили в захвате «пропавшего склада оружия», а британская журналистка Виктория Бриттен в то время считала, что группа Серумаги может «создать трудности в Уганде». Однако Серумага умер при загадочных обстоятельствах в Найроби в 1980 году, как сообщается, от кровоизлияния в мозг. В его память названа некоммерческая организация Serumaga Organization, которой руководит дочь Серумаги.

## Работы

### Пьесы
- Пьеса / Игра (A Play, поставлена в 1967 году)
- Слоны (выпущена в 1970 году). Опубликована под названием The Elephants, Nairobi: Oxford University Press, 1971.
- Маджангва (Majangwa, создана в 1971 году). Опубликована под названием Majangwa: A Promise of Rains and a Play, Nairobi, East African Publishing House, 1974.
- Renga Moi (1972)
- Amayirikitti (1974)

### Романы
- Возвращение в тень, Return to the Shadows, London: Heinemann, 1969. African Writers Series No. 54. New York: Atheneum, 1970.

### Цитируемые работы
- Avirgan, Tony. War in Uganda: The Legacy of Idi Amin / Tony Avirgan, Martha Honey. — Dar es Salaam : Tanzania Publishing House, 1983. — ISBN 978-9976-1-0056-3.
- Horn, Andrew. Individualism and community in the theatre of Serumaga // The Performance Arts in Africa: A Reader / Frances Harding. — Abingdon; New York City : Routledge, 2013. — P. 97–116. — ISBN 978-0-415-26198-2.
- Kasozi, A.B.K. Social Origins of Violence in Uganda, 1964–1985 / Nakanyike Musisi ; James Mukooza Sejjengo. — Montreal; Quebec : McGill-Queen's University Press, 1994. — ISBN 978-0-7735-1218-4.